# كين ماكدونالد (لاعب كرة قدم)
كين ماكدونالد (بالإنجليزية: Ken MacDonald)‏ هو مدرب كرة قدم ولاعب كرة قدم بريطاني (وحمل سابقاً جنسية المملكة المتحدة لبريطانيا العظمى وأيرلندا) في مركز الهجوم، ولد في 24 أبريل 1898 في ويلز في المملكة المتحدة. لعب مع كارديف سيتي ومانشستر يونايتد ونادي برادفورد بارك أفنيو ونادي هاليفاكس تاون ونادي بليث سبارتانز.